# Apodemus witherbyi
Apodemus witherbyi és una espècie de mamífer rosegador de la família dels múrids. Són rosegadors de petites dimensions, amb una llargada de cap a gropa de 77 a 110 mm i una cua de 75 a 118 mm. Poden arribar a pesar fins a 34 g. Es troba a Geòrgia, Armènia, l'Azerbaidjan, Israel, Turquia, Jordània, l'Iran, el Turkmenistan, el Pakistan, i probablement l'Afganistan, l'Iraq, el Líban i Síria. Viu en matollars i en boscos degradats de fins a 2.100 msnm.